# Anne Archer
Anne Archer (Los Ángeles, California, 24 de agosto de 1947) es una actriz de cine, teatro y televisión estadounidense.

## Biografía
Sus padres eran actores, lo que ejerció una fuerte influencia sobre ella desde niña. Estudió arte dramático y se graduó en el Pitzer College de Claremont (California), en 1968. Un año después, en 1969, se casó con William Davis. En 1970 consiguió su primer papel de importancia, en la película The All-American Boy, protagonizada por Jon Voight.  Pronto tuvo un hijo, Tommy Davis, nacido el 18 de agosto de 1972. El matrimonio se divorció en 1977 y en 1979 se casó con Terry Jastrow. Cinco años después nació Jeffrey Tucker Jastrow, en concreto el día 18 de octubre de 1984. Conocida por ser miembro desde 1975 de la Iglesia de la Cienciología.

## Trayectoria

### Cine
Archer se fue a vivir a Nueva York, donde interpretó en 1981 una obra teatral. Fue gracias a ello que consiguió por fin ofertas de mayor interés. Una de las películas en las que intervino, y que tuvo un enorme éxito de taquilla, fue Atracción fatal, con Michael Douglas y Glenn Close. Por su papel de esposa de un marido infiel obtuvo una nominación al Óscar como mejor actriz de reparto. En 1992 fue nominada de nuevo, por su interpretación en Juego de patriotas, protagonizada por Harrison Ford.
Otra película a la que Archer debe su popularidad es Narrow Margin, en la que comparte los papeles protagonistas con Gene Hackman. A pesar de ello, Archer se refiere en las entrevistas a Mojave Moon (dirigida por Kevin Dowling en 1996) y a Dark Summer como películas de las que se siente más orgullosa por su actuación.
Además de la interpretación, Archer ha escrito y producido algunas películas, como por ejemplo Waltz Acroos Texas, en 1982.

### Televisión
Archer también ha tenido éxito en la televisión, medio en el que ha realizado numerosas películas y miniseries. Ha destacado, entre otros, en el papel de Lenore Pieszecki en la serie The L Word (2004). Otra de las series en la que trabajo, junto a Danny DeVito, fue  Colgados en Filadelfia (2006).
Falcon crest como cassandra wilder1985

### Teatro
En el teatro ha realizado papeles en la interpretación y en producción.
Trabajó en la première mundial de The Poison Tree en el Mark Taper Forum de Los Ángeles, y en la producción de Les Liaisons Dangereuses en el Williamson Theatre Festival.
También interpretó el papel protagonista de la Sra. Robinson en El Graduado en el West End de Londres.
El debut de Archer en los escenarios de Nueva Cork fue en el papel de Maude Mix en la producción de Off-Broadway de A Coupla White Chicks Sitting Around Talking, de John Ford Noonam.

## Vida personal
En 1969, Anne Archer se casó con William Davis, divorciándose en 1977. En 1979 se casó por segunda vez, con Terry Jastrow. Tiene un hijo de cada matrimonio.

## Filmografía
Anne Archer comenzó el trabajo de actriz en un largometraje en 1972, desarrollando una carrera sin interrupción.
- Los centauros. (1972). The Honkers. Steve Ihnat
- Lifeguard. (1976). De Daniel Petrie
- Little House on the Prairie (1975) Little house in the prairie. Kate Thorvald
- La cocina del infierno. (1978) Paradise Alley. De Sylvester Stallone
- Los valientes visten de negro. (1979) Good Guys Wear Black. De Ted Post
- Finalmente héroe. (1980) Hero at Large. De Martin Davidson
- El Gran Robo de las Esmeraldas. (1981). De Ernest Day
- Bailando a través de Texas. (1982) Waltz Across Texas. De Ernest Day
- A cara descubierta. (1984) The Naked Face. De Bryan Forbes
- Demasiado asustado para gritar. (1985) Too Scared to Scream. De Tony Lo Bianco
- Atracción fatal. (1987) Fatal Attraction. De Adrian Lyne
- Testigo accidental. (1990) Narrow Margin. De Peter Hyams
- Amor perseguido. (1990) Love at Large. De Alan Rudolph
- Eminent Domain. (1991). De John Irvin
- The 63rd Annual Academy Awards. (1991). De Jeff Margolis
- Juego de patriotas. (1992) Patriot Games. De Phillip Noyce
- Vidas cruzadas. (1993) Short Cuts. De Robert Altman
- El cuerpo del delito. (1993) Body of Evidence. De Uli Edel
- Peligro inminente. (1994) Clear and Present Danger. De Phillip Noyce
- El hombre en el ático (1995) The man in the attic. De Graeme Campbell. (TV)
- Las mujeres de Jake. (1995) Jake’s Women. De Glenn Jordan
- Orientation. (1996)
- La luna del desierto. (1996) Mojave Moon. De Kevin Dowling
- Nico, un amigo mágico. (1998) Nico the Unicorn. De Graeme Campbell
- La vida secreta de mi marido. (1998) My Husband’s Secret Life. De Graeme Clifford
- Una mujer indiscreta. (1998) Indiscretion of an American Wife. De George Kaczender
- Camino de Santiago. (1999). De Robert M. Young
- El arte de la guerra. (2000) The Art of War. De Christian Duguay
- Aventura elefantástica. (2000) Whispers: An Elephant’s Tale. De Dereck Joubert
- Rules of Engagement. (2000). De William Friedkin
- AFI’s 100 Years, 100 Thrills: America’s Most Heart-Pounding Movies. (2001). De Gary Smith
- La noche del lobo. (2002) Night of the Wolf. De David S. Cass Sr.
- November (2004)
- El hombre de la casa. (2005) Man of the House. De Stephen Herek
- Ghost Whisperer. (2005 - 2010) Beth Gordon
- End Game (2006)
- Privileged (2008)
- Los fantasmas de mis ex. (2009)
- Lullaby (2014)
- Trafficked (2017)
- The Dropout (2022)

### Como guionista
- Bailando a través de Texas (1982)
- Waltz Across Texas. De Ernest Day

## Premios y distinciones
Premios Óscar
| Año  | Categoría               | Película        | Resultado |
| ---- | ----------------------- | --------------- | --------- |
| 1988 | Mejor actriz de reparto | Atracción fatal | Nominada  |

Globos de Oro
| Año  | Categoría               | Película        | Resultado |
| ---- | ----------------------- | --------------- | --------- |
| 1987 | Mejor actriz de reparto | Atracción fatal | Candidata |
|      |                         | Vidas cruzadas  | Ganadora  |

Premios BAFTA
| Año  | Categoría               | Película        | Resultado |
| ---- | ----------------------- | --------------- | --------- |
| 1987 | Mejor actriz de reparto | Atracción fatal | Candidata |